# Chiesa am Hof
La chiesa am Hof (in tedesco Kirche am Hof) o, più formalmente, chiesa dei Nove Cori Angelici (Kirche zu den neun Chören der Engel), è un luogo di culto di Vienna, situato nella centrale piazza Am Hof.

## Storia e descrizione

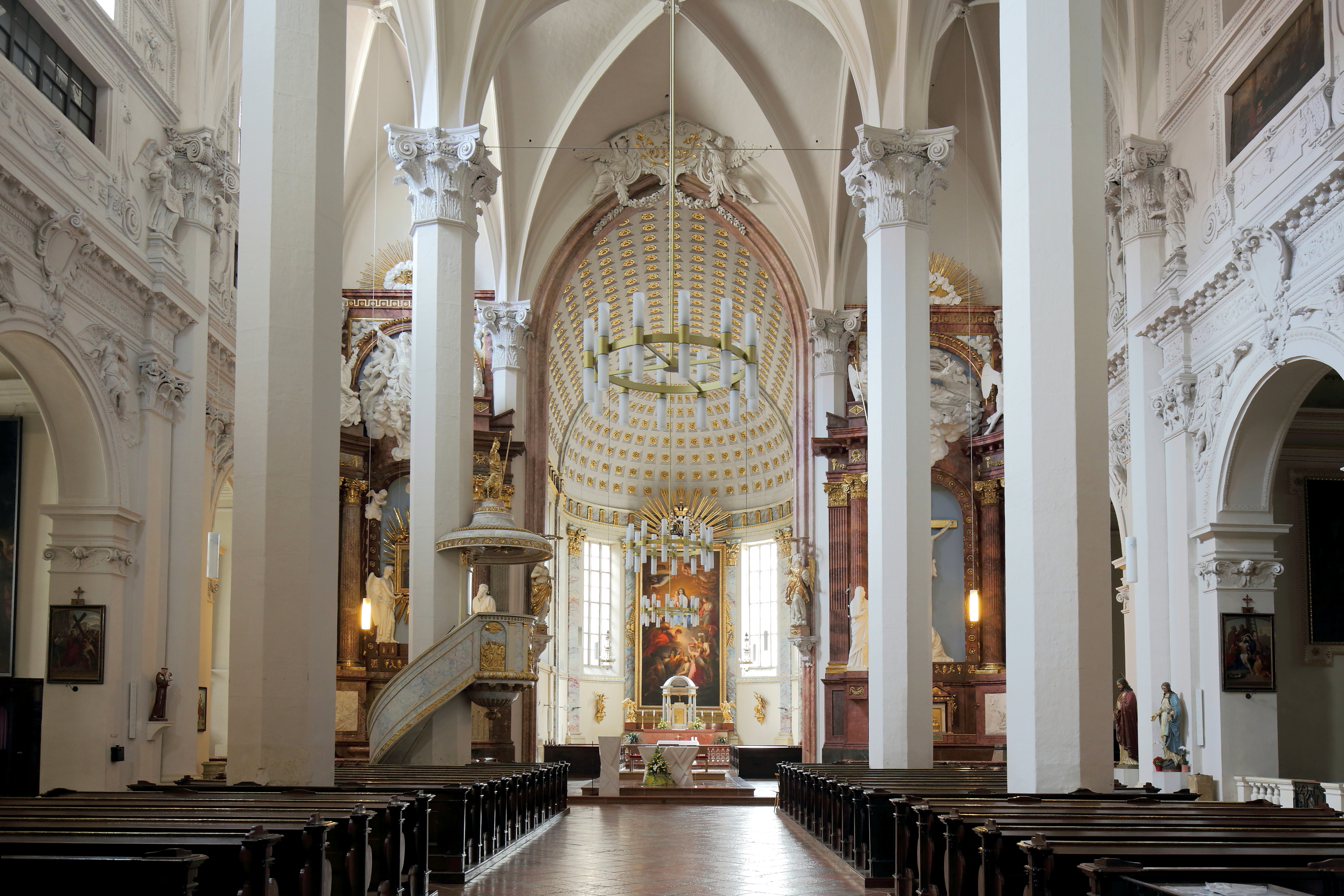
Veduta dell'interno

L'edificio, in stile gotico, sorse tra il 1386 ed il 1403, ma nel 1607 subì un grave incendio, e durante i lavori di restauro si approfittò per modernizzarla secondo le ultime tendenze dettate dallo stile barocco. Nel 1662 fu ricostruita la facciata barocca su disegno di Carlo Antonio Carlone.
La facciata, che rappresenta la prima opera di rilievo del barocco austriaco, è caratterizzata da pronunciate ali laterali che si raccordano agli edifici circostanti, mentre l'asse centrale è sottolineato da un ampio finestrone rettangolare sormontato da un frontone ricurvo e da un alto attico impreziosito da numerose statue.
L'interno, di impianto gotico, è diviso in tre navate a sala da esili pilastri ottagonali, barocchizzati con l'aggiunta di capiteli corinzi, che reggono volte a crociera. 
Le cappelle laterali presentano una paratia decorativa barocca a stucchi bianchi che si affaccia sulle navate. 
Il coro venne trasformato nel 1798 in stile neoclassico e conserva sull'altar maggiore la grande pala coeva di G.J. Däringer raffigurante Maria e i Nove Cori Angelici.